# Suore della Purificazione di Maria Santissima
Le Suore della Purificazione di Maria Santissima sono un istituto religioso femminile di diritto pontificio.

## Storia
Le origini dell'istituto risalgono al 18 dicembre 1665 quando quattro donne (Maria Anna e Paola Caterina Ascerto, Paola Maria Agnesi e Angela Maria Merana) si riunirono "per condurre vita ritirata e pia" sotto la direzione dei gesuiti dedicandosi all'educazione della gioventù femminile: il 2 febbraio 1666, festa della Purificazione di Maria, presero un abito di tipo religioso dando inizio alla congregazione.
Stefano Spinola, vescovo di Savona, si oppose alla nascita di questa comunità di "gesuitesse", già dissolte da papa Urbano VIII, per cui le donne si posero sotto la protezione del Senato di Genova. Il 3 maggio 1666 entrò tra le "figlie secolari" della Presentazione Angela Maria Sordi, che impresse un'impronta tale all'organizzazione e alla spiritualità della comunità da esserne ritenuta fondatrice.
I membri della comunità, pur non emettendo voti religiosi, erano tenute alla povertà, all'obbedienza, alla castità e a una vita di preghiera e mortificazione; non portavano un vero abito religioso, ma un'uniforme nera e di poco prezzo; potevano lasciare liberamente l'istituto. Entrando in comunità non erano tenute a versare una dote e le donne si mantenevano con le elemosine e grazie alle rette versate dalle educande che ospitavano.
Nel 1773, con la soppressione della Compagnia di Gesù, per la comunità iniziò un periodo di crisi. Nel 1889 le suore iniziarono a emettere voti e le loro regole, riviste e aggiornate, furono approvate da Giuseppe Scatti, vescovo di Savona, il 3 maggio 1900.
Le religiose iniziarono ad aprire case succursali ed estesero la loro attività a Genova, Asti e Cagliari. Lo sforzo economico per sostenere l'opera fu sostenuta grazie al patrimonio di suor Maria Teresa Gazzolo, figlia del console argentino a Savona.
L'istituto ricevette il pontificio decreto di lode il 14 luglio 1957.

## Attività e diffusione
Le suore si dedicano ad attività educative e all'apostolato in terra di missione.
Oltre che in Italia, sono presenti in Brasile; la sede generalizia è a Savona.
Alla fine del 2015 l'istituto contava 48 religiose in 7 case.